# روزشمار جنگ ۲۰۱۲ غزه
این مقاله به روزشمار جنگ ۲۰۱۲ غزه می‌پردازد.

## ۱۴ نوامبر
عملیات در حدود ساعت ۱۶۰۰ (به‌وقت اسرائیل) با هدف قراردادن احمد الجعبری فرمانده شاخه نظامی حماس در یک حمله هوایی آغاز شد. اسامه حمدان، نماینده حماس در لبنان، اعلام کرد فرزند الجعبری نیز در این حمله کشته شده است که به‌سرعت مشخص شد ادعای وی کذب بوده است. آی‌دی‌اف نیز ویدئویی از این حمله هوایی را منتشر کرد. آی‌دی‌اف همچنین ۲۰ هدف دیگر حماس در نواز غزه، از جمله لانچرهای زیرزمینی پرتاب راکت و انبار مهمات ساخت راکت‌های دوربرد ایرانی فجر-۵ را مورد حمله قراردادند. آی‌دی‌اف اعلام کرد بسیاری از اهداف مخفیگاه‌های زیرزمینی سلاح در مناطق مسکونی بوده‌اند که نشان‌دهنده، نمونه‌ای از استفاده حماس از جمعیت انسانی غزه به عنوان سپر انسانی است. اسرائیل مدعی شد بسیاری از قابلیت‌های دوربرد شبه‌نظامیان را نابود کرده است. یک سنخگوی ارتش اسرائیل اعلام کرد هدف از این عملیات «بازگشت آرامش به جنوب اسرائیل و … حمله به سازمان‌های ترور است.» در همان زمان، سخنگویان اسرائیلی اعلام کردند که سعی شده از «تلفات غیرنظامیان جلوگیری شود.»
۱۰ نفر ازجمله ۳ کودک در این حملات کشته‌شدند. عمر مشاراوی پسر ۱۱ ماهه جهاد مشاراوی، تدوینگر بی‌بی‌سی عربی، نیز در میان کشته‌شدگان این حملات قرار داشت. یکی از همکاران مشاراوی اعلام کرد وی گفته پسرش توسط گلوله اسرائیلی‌ها کشته‌شده درحالی که در آن زمان هیچ درگیری‌ای در محلهٔ سکونت وی وجود نداشته است.
شبه‌نظامیان غزه به شلیک راکت به سوی شهرهای اسرائیلی بئرشبع، اشدود، اوفاغیم و شوراهای منطقه‌ای شاعر هنگیف و اشکول ادامه دادند. سیستم دفاع موشکی گنبد آهنین ۱۳۰ راکت را رهگیری کرد. در عصر ۱۴ نوامبر در حدود ۵۵ راکت از جمله یک راکت گراد به سمت مرکز تحقیقات هسته‌ای نگب در نزدیکی دیمونا شلیک شد. در شامگاه ۱۴ نوامبر بنیامین نتانیاهو اعلام کرده کابینه اسرائیل اجازه احضار بخشی از نیروهای ذخیره را در صورت نیاز به یک عملیات وسیع زمینی، صادر کرده است.
منابع نظامی مصر، شلیک سه فروند راکت از شبه‌جزیره سینا به‌سوی اسرائیل توسط گروه‌های جهادی شبه‌نظامی منطقه تاییدکردند.
سازمان ملل تاییدکرد، مروان ابوالقمسان یک معلم آژانس امدادی این سازمان در نزدیکی صحنه یک حمله هوایی در خودرواش جان‌باخته و برادرش نیز که همراه وی بوده به‌شدت زخمی شده است.

## ۱۵ نوامبر

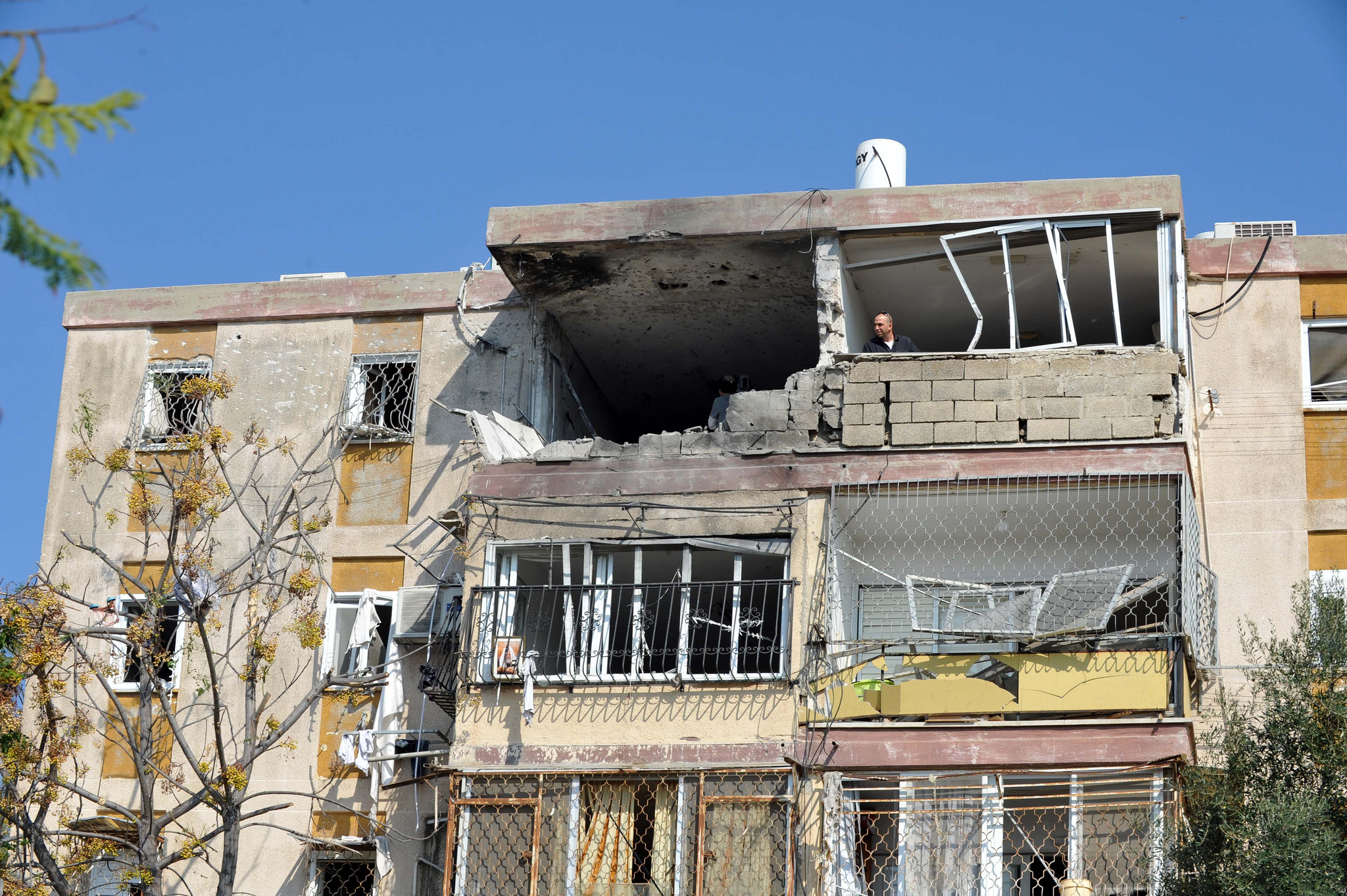
خانه‌ای اسرائیلی در کریات ملاخی که مورد اصابت راکت فلسطینیان قرارگرفت.

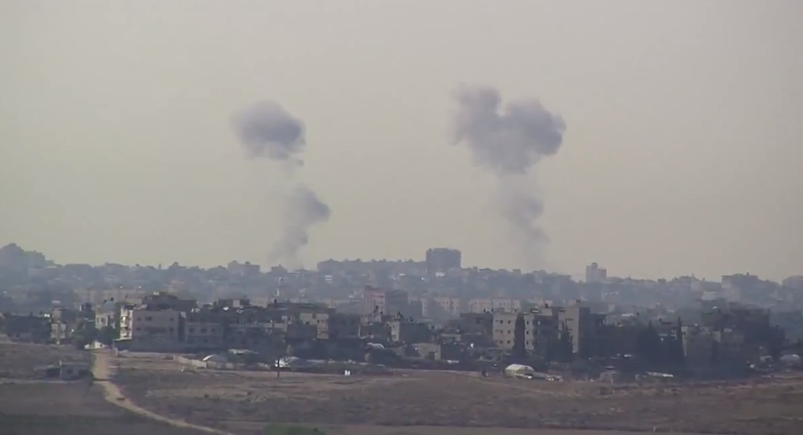
بلندشدن دود از نوار غزه بعد از حملات هوایی اسرائیل

اسرائیل به تهاجم خود در طول شب ادامه داد و بیش‌از ۱۰۰ حمله به اهدافی در غزه انجام‌داد. سخنگوی آی‌دی‌اف اعلام کرد ۷ شبه‌نظامی در حملات شبانه کشته‌شده‌اند.
۱۳ اسرائیلی مجروح در طول صبح تحت درمان قرار گرفتند. سه اسرائیلی، ازجمله دو مرد و یک زن بر اثر اصابت موشک به یک ساختمان چهار طبقه در کریات ملاخی کشته‌شدند. امدادگران اسرائیلی در همان محل، ۵ نفر از جمله یک نوزاد ۱۱ ماهه را که به‌شدت زخمی شده بود تحت درمان قراردادند. در حالی که امدادگران در تلاش برای نجات مابقی افرادی به دام‌افتاده در زیر آوار ساختمان مذکور بودند، ۵ موشک دیگر به سمت شهر شلیک شد. یک شهرک در اشدود و یک مدرسه در اوفاغیم مورد اصابت راکت قرار گرفتند. در طول صبح نیروی هوایی اسرائیل به سورتی پروازهای شناسایی و تهاجمی خود در غزه ادامه‌داد. این حملات شامل حمله به خان یونس در جنوب غزه هم شد که به گفتهٔ منابع فلسطینی به زخمی‌شدن چهار نفر ازجمله یک زن و دو کودک انجامید.
نیروی هوایی اسرائیل با پخش اعلامیه‌هایی در غزه از مردم (ساکن نوار غزه) خواستند تا از نیروهای فلسطینی و تأسیسات آن‌ها فاصله بگیرند.
همچنین در ۱۵ام نوامبر، حداقل دو راکت فجر به حومهٔ اطراف تل آویو اصابت کرد که اعلام شد تلفات و خسارتی دربر نداشته است. این اولین باری بود که غوش دان (حومه شهر تل آویو) پس از جنگ خلیج فارس و حمله صدام حسین با موشک‌های اسکاد به اسرائیل مورد اصابت موشک قرار می‌گرفت. در همین شب، نیروی هوایی اسرائیل برای آنچه که نابودی لانچرهای زیرزمینی راکت‌های میان‌برد اعلام شد سلسله عملیاتی، مشتمل بر ۷۰ بار بمباران مناطق مختلف را به مرحلهٔ اجرا گذاشت. منابع فلسطینی اعلام کردند در نتیجه این حملات هوایی ۱۵ فلسطینی، ازجمله پنج شبه‌نظامی و دو کودک جان خود را از دست‌داده‌اند.

## ۱۶ نوامبر
در ۱۶ام نوامبر، هشام قندیل نخست‌وزیر مصر به دیدار از نوار غزه پرداخت. هدف رسمی وی از این دیدار «نشان‌دادن همبستگی با مردم اسرائیل» عنوان شد. وی ترتیب آتش‌بسی ۳ ساعت را بین طرفین ترتیب داده بود نا بتواند دیدار خود از نوار غزه را به مرحله اجرا بگذارد. در همین مدت بیش از ۵۰ راکت از نوار غزه شلیک شد. حماس دلیل این اقدام خود را بمباران خانهٔ یکی از فرماندهان خود توسط آی‌دی‌اف اعلام کرد، اما ارتش اسرائیل این ادعا را رد کرد و حماس را به نقض آتش‌بس متهم کرد.
محمد سعدالله یک کودک چهار ساله ساکن غزه در پی انفجاری در شهر نزله کشته‌شد. حماس در ابتدا اعلام کرد این کودک در اثر انفجار یک بمب اسرائیلی جان خود را از دست داده است. با این حال، کارشناسان مرکز حقوق بشر فلسطین پس از بررسی محل حادثه معتقد بودند انفجار بر اثر اصابت یک فروند راکت فلسطینی به وقوع پیوسته است. مادر این کودک نیز اذعان کرد هر کدام از این دو مورد می‌تواند علت انفجار مذکور باشد. به‌گفته نیویورک تایمز، "آسیب محل حادثه ابداً به اندازه‌ای شدید نبوده که بر اثر بمباران اف-۱۶های اسرائیلی حاصل شده باشد که همین امر امکان مرگ این کودک را بر اثر انحراف و سقوط راکت‌های شلیک شده توسط شبه‌نظامیان فلسطینی بالا می‌برد."" اسرائیل نیز انجام هرگونه عملیات نظامی در آن محل و در همان زمان را تکذیب کرد. آسوشیتد پرس گزارش داد «به‌نظر نمی‌رسد که شخصی شاهد علت انفجار بوده باشد» و «مقامات محلی نیز بلافاصله بقایای آثار انفجار را از محل جمع‌آوری کردند که همین امر امکان بررسی و تشخیص دقیق عامل انفجار را غیرممکن ساخته است.» نخست‌وزیر مصر پیش از تعهد به دفاع از مردم فلسطین در این باره گفت «این پسر شهید … موضوعی است که ما نمی‌توانیم در مورد آن سکوت کنیم.»
در عصر ۱۶ام نوامبر، در حدود ۵۰۰ راکت از نوار غزه شلیک شد. گنبد آهنین ۱۸۴ راکت را رهگیری کرد. در این مرحله اسرائیل در حدود ۵۰۰ هدف در غزه را بمباران کرد. شبه‌نظامیان فلسطینی یک فروند راکت را به‌سمت اورشلیم شلیک کردند که باعث به صدا درآمدن آژیر خطر (آژیر حمله هوایی) در این شهر شد و جبهه‌ای جدید را به‌وجود آورد. پنج اسرائیلی در اثر اصابت یک فروند راکت به خانه‌ای در اشدود زخمی‌شدند.
در عصر همین روز، کابینه اسرائیل گسترش احضار نیروهای ذخیره از ۳۰٬۰۰۰ به ۷۵٬۰۰۰ را مورد تأیید قرار داد. لیبرمن وزیر امورخارجه اسرائیل اعلام کرد دولت اسرائیل سرنگونی دولت حماس در غزه را در نظر ندارد.

## ۱۷ نوامبر

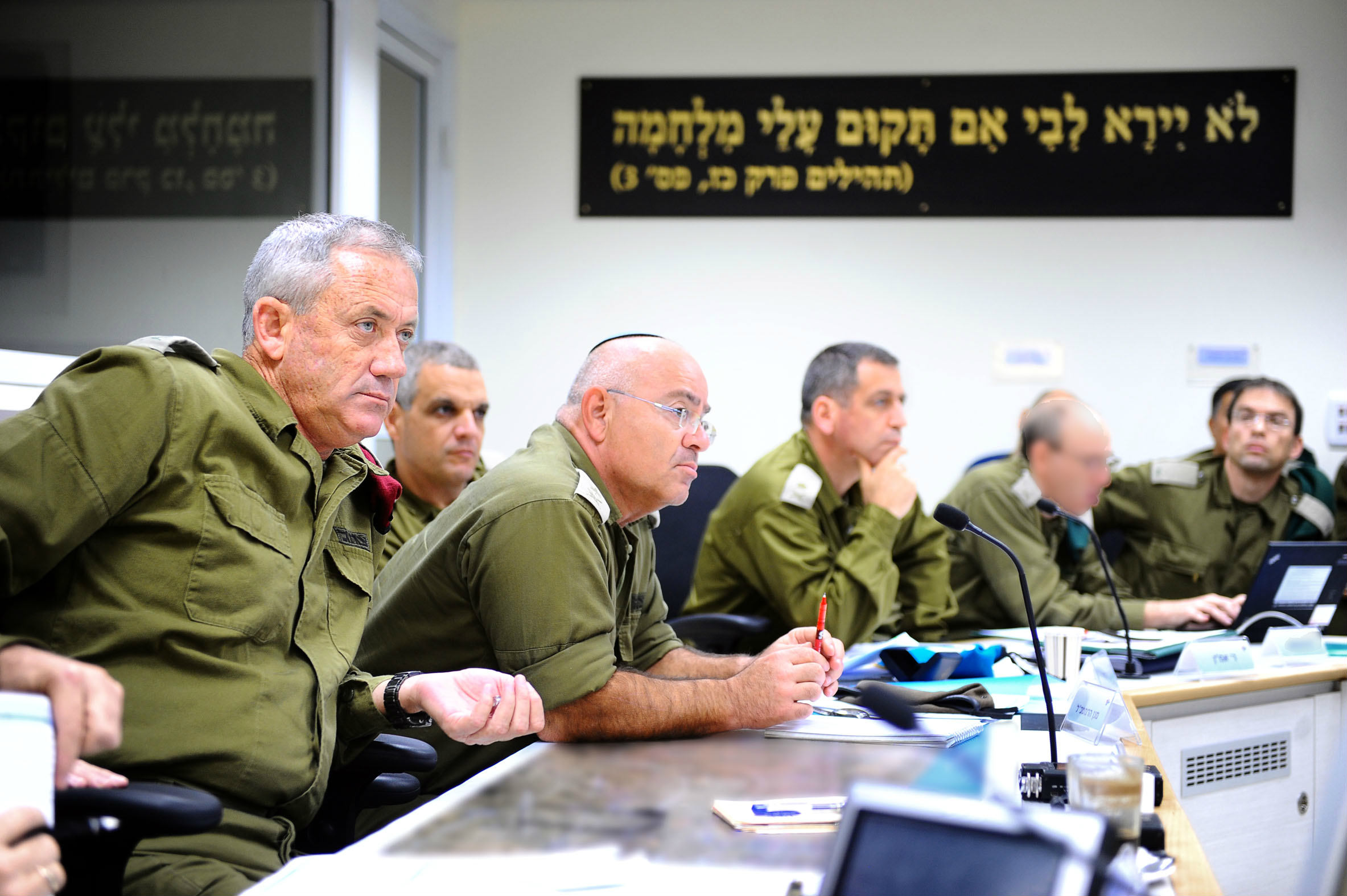
ژنرال بنی گانتز رئیس ستاد نیروهای آی‌دی‌اف و چند افسر ارشد دیگر در حال ارزیابی عملیات در ۱۷ام نوامبر

آی‌دی‌اف اهداف خود را گسترش داد و بعد از انهدام ساختمان دفتر اسماعیل هنیه نخست‌وزیر دولت حماس در غزه در یک حمله هوایی، علاوه بر اهداف نظامی حملات تهاجمی خود را شامل زیرساخت‌های غیرنظامی و سیاسی نیز کرد. هنیه در زمان حمله به دفترش در ساختمان حضور نداشت، اما ۳۰ نفر از زیر آوارهای ساختمان مذکور بیرون کشیده‌شدند.
سازمان بهداشت جهانی اعلام کرد «بیمارستان غزه مملو از مجروحان ناشی از بمباران اسرائیل است و با بحران کمبود دارو و تجهیزات پزشکی مواجه است.» به گفتهٔ مقامات وزارت بهداشت غزه «۳۸۲ نفر ازجمله ۲۴۵ فرد بالغ و ۱۳۷ کودک در حملات اسرائیل زخمی شده‌اند.» وزارت دفاع اسرائیل اعلام کرد که گذرگاه کرم شالوم باز خواهد گذاشت و اجازه خواهد داد تا تدارکات و تجهیزات غیرنظامی به غزه برسد.
ایلی یشای وزیر کشور اسرائیل، در سخنانی هدف از حمله را «بازگرداندن غزه به قرون وسطی» به‌وسیله هدف قراردادن و نابودی زیرساخت‌ها توصیف کرد.
بیش از ۷۰ راکت به مناطق جنوبی اسرائیل شلیک شد. به گزارش سازمان امداد اسرائیل، ۱۶ اسرائیلی مجروح و ۲۰ اسرائیلی دیگر نیز که بر اثر حملات شوکه شده‌بودند، تحت درمان قرار گرفتند. دو راکت فجر-۵ به‌سمت تل آویو شلیک شد که توسط گنبد آهنین رهگیری گردید. دو راکت نیز در خارج از بیت‌المقدس سقوط کردند. پنج اسرائیلی بر اثر اصابت مستقیم راکت به خانه‌ای در اشدود زخمی شدند. دو راکت به‌سمت ریشون لتسیون شلیک شد، اصابت راکت، به چند خانه در اشکول و بئر توییا آسیب رساند؛ یک راکت نیز در نزدیکی روستایی در کرانه باختری سقوط کرد که به املاک منطقه خساراتی وارد ساخت.
به گزارش سی‌ان‌ان دولت اسرائیل در حال نقل و انتقال تانک‌ها و سربازان خود به‌منظور تهاجم زمینی احتمالی به غزه است. چندین تظاهرات در حمایت از غزه در کرانه باختری رخ‌داد که به زخمی‌شدن ده‌ها معترض و بازداشت تعدادی دیگر توسط نیروهای اسرائیلی منجرگشت.

## ۱۸ نوامبر
اسرائیل به بمباران نوار غزه ادامه داد و برای نخستین بار از آغاز عملیات، شناورهای جنگی اسرائیل نیز اقدام به گلوله‌باران غزه کردند. منابع اسرائیلی مدعی شدند، نیروهای آی‌دی‌اف یحیی بییا رئیس برنامه موشکی حماس که مسئولیت بسیاری از حملات راکتی را بر عهده داشته، کشته‌اند. دو ساختمان (برج) متعلق به مقر خبرنگاران در غزه مورد حمله اسرائیل قرار گرفت. ساختمان اول به اسکای نیوز و ساختمان دوم به خبرنگاران بین‌المللی تعلق داشت که اعلام شد در این حملات هیچ‌کس مجروح نشده است. یک برج رسانه‌ای دیگر در غزه مورد حمله قرار گرفت که در نتیجه آن ۶ خبرنگار فلسطینی زخمی شدند. دفاتر رسانه‌های چون، تلویزیون القدس، اسکای نیوز، پرس تی‌وی، ای‌آردی، تلویزیون کویت، آرای‌آی و آی‌ان‌تی در این برج قرار داشتند و بی‌بی‌سی نیز قبلاً از این برج استفاده می‌کرده است. اسرائیل اعلام کرد دو ساختمان (برج رسانه‌ای) که تجهیزات مخابراتی حماس بر روی پشت‌بام آن‌ها قرار داشته را هدف حمله قرار داده است و استفاده حماس از خبرنگاران به عنوان سپر انسانی را محکوم کرد. در حالی که گزارشگران بدون مرز این حمله را نقض کنوانسیون ژنو دانسته و آن را محکوم کردند. اسرائیل مدعی شده که قصد داشته با حمله موشکی یحیی ربیح یکی از فرماندهان ارشد موشکی حماس را هدف قرار دهد، که موشک به اشتباه به خانهٔ پلیسی به نام محمد دلو در همسایگی هدف موردنظر اصابت می‌نماید که در نتیجه آن تمام اعضای خانوادهٔ ۱۲ نفره وی کشته می‌شوند. در حملات این روز در مجموع ۱۴ نفر دیگر نیز جان خود را از دست‌دادند.
راکت‌هایی از غزه به سمت تل آویو شلیک شد که گنبد آهنین تل آویو آن‌ها را رهگیری کرد. به‌گزارش تلویزیون حماس، گردان‌های عزالدین قسام مسئولیت این حملات را بر عهده داشته‌اند. چندین راکت به جنوب اسرائیل شلیک شد، که یکی از آن‌ها به ساختمانی در اشکلون اصابت کرد و باعث زخمی‌شدن دو نفر گردید. دو راکت دیگر که به سمت این شهر شلیک شده‌بودند توسط گنبد آهنین رهگیری شدند. بر اثر اصابت راکت در منطقه نگب یکی از پرسنل خدمات امداد و نجات به‌شدت مجروح شد. سه راکت به شهر بئرشبع و خانه‌ای در سدروت اصابت کرد. در موشک‌بارانی بزرگ دو راکت به اشدود اصابت کرد. در اوفاغیم، یک راکت به خودرویی اصابت کرد که منجر به زخمی‌شدن ۵ نفر ازجمله یک زن و شوهر و دختربچه ۲ سالهٔ آن‌ها شد. یک زن سالمند نیز بر اثر انفجار راکتی که به یک ساختمان اصابت کرده‌بود زخمی‌شد. سه راکت نیز در منطقه اشکول سقوط‌کردند.
اسرائیل عبور ۸۰ کامیون حامل تجهیزات پزشکی و موادغذایی از طریق گذرگاه کرم شالوم را تسهیل کرد. وزارت امورخارجه اسرائیل گزارش داد حماس به ۲۲ تبعه خارجی ازجمله نه شهروند ایتالیایی، یکی کانادایی، یک کره‌ای (کره جنوبی)، یک فرانسوی و شش خبرنگار ژاپنی اجازه خروج از نوار غزه را نداده است. از خروج دو تن از اعضای هلال احمر ترکیه نیز از غزه جلوگیری به‌عمل آمده است. وزارت امورخارجه تلاش «حماس» برای دست‌کاری و اعمال فشار بر مطبوعات را مورد انتقاد قرار داد.
بنیامین نتانیاهو به کابینه‌اش گفت نیروهای دفاعی اسرائیل «برای گسترش قابل توجه عملیات» آماده شده است. ویلیام هگ وزیر امورخارجه انگلیس به اسکای نیوز گفت اسرائیل با حمله زمینی حمایت بین‌المللی زیادی را از دست خواهدداد، اما حماس برای تحریک درگیری مقصر شناخت و از آن‌ها خواست تا حملات راکتی خود را متوقف سازند.

## ۱۹ نوامبر
آی‌دی‌اف اعلام کرد از آغاز این عملیات بیش از ۵۲۰ راکت از سوی غزه شلیک شده است که ۲۹۰ تای آن در حین پرواز برفراز مناطق مسکونی اسرائیل مورد رهگیری قرار گرفته است.
بیش از ۱۳۵ راکت از غزه به سوی مناطق جنوبی اسرائیل شلیک شد. دوباره آژیر حملات راکتی (متعدد) در اشکلون به‌صدا درآمد، بسیاری از آن‌ها رهگیری شدند اما یک راکت به حیاط یک خانه و دیگری به پارکینگ یک مدرسه اصابت کرد. سه نفر بر اثر شوک حادثه تحت درمان قرار گرفتند. ۷ راکت شلیک شده به اشکلون و اشدود و راکتی به سمت بئرسبع رهگیری شدند. مردی ۶۳ ساله بر اثر انفجار در منطقه بنی شیمون مجروح گردید. مناطق سدروت و اشکول زیرآتش سنگین قرار گرفتند و راکت‌ها به نزدیکی شاعر هنگیف اصابت کردند. زنی در اشکول بر اثر حمله خمپاره‌ای زخمی شد که تحت عنوان یک گزارش خبری به‌صورت زنده از شبکه الجزیره عربی پخش گردید. رگباری از راکت‌ها به شهرهای اشدود و گان یافنه اصابت کردند. پس از آن که در بعدازظهر اشکلون با رگباری از راکت‌ها هدف قرار گرفته شد، یک فروند راکتی به مدرسهٔ دیگری اصابت کرد که باعث تخریب ساختمان آن گردید. شهردار منطقه اعلام کرد «راکت پس از تخریب سقف، گچ‌کاری کلاسی را به‌طور کامل از بین برده است. صدها تکه (خردریز) فلز در صحن حیاط مدرسه پراکنده شده است. اگر مدارس در این‌جا باز باشند، ما شاهد رخ‌داد فجایع خواهیم بود.» امدادگران اسرائیلی ۱۶ تن را مداوا کردند که شمار افرادی را که توسط سازمان امداد و نجات تحت‌درمان قرار گرفته بودند را به ۲۵۲ نفر رساند. راکت‌هایی نیز در نزدیکی اوفاغیم منفجر شدند.
در ساعت ۲ صبح به‌وقت محلی دومین مقر بزرگ پلیس در غزه هدف حمله هوایی اسرائیل قرار گرفت. این حمله هوایی تحت عنوان گزارش خبری از شبکه‌های سی‌ان‌ان و الجزیره انگلیسی به‌صورت زنده پخش گردید.
مرکز رسانه‌ای غزه، برج الشروق، دوباره هدف حمله قرار گرفت. جهاد اسلامی فلسطین اعلام کرد، رامز حرب یکی از اعضای ارشد و مدیر دفتر رسانه‌ای این گروه در این حمله کشته شده است.
دو کودک در حمله هوایی به اردوگاه جبالیا جان خود را از دست‌دادند.

## ۲۰ نوامبر
بیش از ۸۰ راکت به مناطق جنوبی اسرائیل شلیک شد. شبه‌نظامیان فلسطینی ۱۸ راکت به بئرشبع شلیک کردند که دست‌کم ۹ فروند آن توسط گنبد آهنین رهگیری شد و ۳ تای دیگر آن در شهر فرود آمدند. یکی از راکت‌ها به نزدیک یک‌دستگاه اتوبوس اصابت کرد که انفجار حاصله باعث به اتوبوس خسارت وارد کرد، دومین راکت به یک‌دستگاه خودرو آسیب رساند و راکت سوم به یک زمین فوتبال اصابت کرد. اشکلون نیز مورد حمله راکتی قرار گرفت، یک راکت رهگیری شد و راکت دیگر در منطقه‌ای باز فرودآمد. مرکز درمانی شهر بارزیلای پس از انفجار راکت در نزدیکی بخش زایمان بیمارستان، بخش (اتاق) اورژانس‌اش را به زیرزمین مستحکم خود منتقل نمود. راکتی نیز به‌سوی شهر اوفاغیم شلیک شد. برای دومین بار و بر اثر شلیک دو راکت به‌سوی بیت‌المقدس آژیرخطر در این شهر به‌صدا درآمد، اما دو راکت شلیک شده به منطقه‌ای باز در حدفاصل دو روستای فلسطینی در کرانه باختری اصابت کردند. ده‌ها راکت به کریات ملاخی، سدروت و اشدود شلیک شدند. ۱۳ راکت به‌سمت شورای محلی اشکول شلیک شد که به کشته‌شدن یک سرباز اسرائیلی مستقر در نزدیکی نوار غزه و مرگ یک شهروندغیرنظامی دیگر اسرائیلی منجر گشت. پس از آن، اصابت راکتی به اشکول باعث زخمی‌شدن ۵ نفر گردید. دو راکت دیگر به‌سمت بیت‌المقدس شلیک شد. در شهر ریشون لتسیون اصابتی راکتی به یک ساختمان شش طبقه به زخمی‌شدن ۴ نفر منجر گردید.
جنگنده‌ها و توپخانهٔ اسرائیل ۱۱ باتری و ۳۰ لانچر پرتاب راکت در غزه را هدف حملهٔ خود قراردادند؛ که به کشته‌شدن ۳ جنگجوی حماس، که دو نفرشان در حملات راکتی دخیل بودند منجر گشت. گزارش شد که اسرائیل از ابتدای عملیات ۵۰ تونل قاچاق سلاح را نابود کرده است.
مردان مسلح حماس، در غزه شش فلسطینی را که به همکاری با اسرائیل متهم شده‌بودند، اعدام کردند. به‌نقل از گفته‌های منابع امنیتی حماس در رادیو الاقصی، این افراد «درحین ارتکاب جرم» به‌همراه دروبین و تجهیزات های-تک بازداشت‌شده‌اند. بدن فردی که به‌همدستی با این افراد متهم گردیده‌بود با زنجیر به موتورسیکلت بسته و در خیابان‌های شهر گردانده‌شد.
فلسطینی‌ها در نقاط مختلفی از کرانه باختری به حملات اسرائیل اعتراض کردند. در برخی موارد، معترضان اقدام به پرتاب سنگ و کوکتل مولوتف به‌سمت سربازان اسرائیلی کردند. پلیس مرزی اسرائیل نیز با تجهیزات ضداعتشاش به درگیری با آن‌ها پرداخت. یک فلسطینی پس از حمله به یک سرباز در شهر حلحول به ضرب گلوله کشته‌شد، یک فلسطینی دیگر نیز در حال پرتاب کوکتل مولوتف به محله‌ای در هبرون اسرائیل به ضرب گلوله از پای درآمد. به‌علاوه، فلسطینی‌ها به‌سمت خودروهای غیرنظامیان اسرائیلی سنگ پرتاب کرده و سعی داشتند تا با قراردادن سنگ یک جاده را مسدود سازند که به وارد آمدن خسارت به خودروهای غیرنظامیان اسرائیلی منجر گشت.
اسرائیل ساختمان دفتر خبرگزاری فرانسه را هدف حملهٔ خود قرارداد گزارش شد سه فروند راکت به این ساختمان اصابت کرده که تلفاتی دربر نداشته است. آی‌دی‌اف اعلام کرد آن‌ها یک مرکز عملیات اطلاعاتی حماس را که در طبقه ۷ام این ساختمان جای‌داشته هدف قرارداده‌اند. در یک حمله موشکی سه خبرنگار فلسطینی ازجمله دو فیلم‌بردار شبکه الاقصی در خودروهایشان کشته‌شدند. یکی از کارکنان آموزشی رادیو القدس نیز هنگام رانندگی در خودروی خود، هدف حملهٔ موشکی قرار گرفت و کشته‌شد. اسرائیل ضمن اذعان به این حملات مدعی گشت که این افراد وابسته به شبه‌نظامیان و عوامل حماس بوده و با آن‌ها ارتباط داشته‌اند.
هیلاری کلینتون وزیر امورخارجه ایالات متحده آمریکا، در سفر به اسرائیل به‌منظور تلاش برای برقراری آتش‌بس وارد تل آویو شد. وی با نخست‌وزیر اسرائیل بنیامین نتانیاهو به‌گفتگو پرداخت. اما به‌علت نامگذاری حماس به‌عنوان یک سازمان تروریستی توسط آمریکا، با مقامات این گروه دیدار نکرد. محمد مرسی رئیس‌جمهور مصر اعلام کرد در شب ۲۰ام نوامبر، امکان رسیدن به توافق بین طرفین وجود دارد. اما مذاکرات به شکست انجامید و خشونت‌ها ادامه پیدا کرد. یک سخنگوی حماس نیز بعداً اعلام کرد در آن شب دو طرف به توافق بسیار نزدیک شده‌بودند.

## ۲۱ نوامبر
جنگنده‌های اسرائیل به یک سلول که در محلهٔ جبالیا آمادهٔ شلیک راکت بود حمله کردند. آن‌ها همچنین شبه‌نظامیان خان یونس را که آمادهٔ شلیک راکت به‌سمت اسرائیل بودند را هدف حمله قراردادند. در حمله هوایی به اردوگاه آوارگان نوسیرات، یک دختربچه ۴ ساله کشته و مادرش مجروح‌گردید. ۶ تن در حملات هوایی به شهر غزه جان‌باختند. در حمله به خان یونس یک پیرمرد ۸۰ ساله به‌همراه نوهٔ نوجوانش کشته‌شدند.
۱۱۶ راکت از غزه به‌سمت اسرائیل شلیک‌شد. اصابت راکت به منطقه اشکول موجب زخمی‌شدن هفت نفر گردید. رگباری از راکت‌ها به‌سمت سدوت نگب شلیک‌شدند که دو فروند راکت به هوف اشکلون و شاعر هنگیف اصابت کردند. چندین راکت به بئرشبع شلیک‌شدند که یک فروند از آن‌ها به خانه‌ای اصابت کرد. بنی شیمون هدف دو راکت قرارگرفت که یک فروند آن به خانه‌ای در نتیوت اصابت کرد که به زخمی‌شدن یک تن منجر گشت. یک فروند راکت در نزدیک ساختمانی در اشدود منجر شد و فرود دو راکت در منطقه بئرتوویا به یک ساختمان آسیب رساند و به زخمی‌شدن یک زن انجامید. دفاتر خبرگزاری‌های الجزیره و آسوشیتد پرس پس از حملهٔ هوایی به نزدیکی ساختمان دولتی ابو خدرا دچار آسیب شدند. ساختمان دفتر خبرگزاری فرانسه در غزه دو بار مورد حمله قرارگرفت، که در حمله دوم کودکی ۲ ساله در همان محله جان خود را از دست‌داد.
هیلاری کلینتون وزیر امورخارجه آمریکا و محمد کامل عمرو وزیر امورخارجه مصر در ۲۱ نوامبر اعلام‌کردند آتش‌بس بین طرفین از ساعت ۱۹:۰۰ به‌وقت گرینویچ آغاز خواهدشد. رئیس‌جمهور آمریکا باراک اوباما موافقت خود از همکاری فی‌مابین بنیامین نتانیاهو نخست‌وزیر اسرائیل و دولت مصر دردست‌یابی به آتش‌بس را بیان نمود. پس اعلام توافق برای برقراری آتش‌بس در آینده نزدیک، شبه‌نظامیان فلسطینی رگباری از راکت‌ها را به سمت جنوب اسرائیل شلیک‌کردند که نیروهای آی‌دی‌اف با آتش توپخانه به آن پاسخ دادند.
یوفا بازی را که قراربود در تاریخ ۲۲ نوامبر، در چارچوب رقابت‌های لیگ یوفا ۲۰۱۲–۱۳ بین دو تیم هاپول کریات شمونه (اسرائیل) و اتلتیک بیلبائو در ورزشگاه کریات لیزر حیفا برگزار گردد را به‌دلیل شرایط امنیتی پرتنش در منطقه به‌تعویق انداخت.
در انفجار بمب در یک دستگاه اتوبوس در تل آویو دست‌کم ۲۸ نفر زخمی‌شدند که حال سه تن از آن‌ها وخیم گزارش گردید. انفجار اتوبوس در منطقه‌ای مملو از ساختمان‌های اداری که عابران پیاده زیادی در آن رفت‌وآمد دارند رخ‌داد. انفجار اتوبوس تلاش‌ها برای رسیدن به آتش‌بس را پیچیده کرد و اولین بمب‌گذاری قابل توجه در تل آویو بعد از سال ۲۰۰۶ به‌حساب می‌آمد.
سازمان ملل متحد، آمریکا، انگلیس، فرانسه و روسیه حمله علیه غیرنظامیان را محکوم کردند و اسرائیل آن را یک حملهٔ تروریستی توصیف‌کرد. بان کی‌مون دبیرکل سازمان ملل ضمن اظهار تاسف از این حمله گفت «هیچ شرایطی وجودندارد که هدف قراردادن غیرنظامیان را توجیه‌کند.» کاخ سفید اعلام کرد «حمله تروریستی امروز» و حملات علیه شهروندان غیرنظامی بی‌گناه اسرائیلی «ظالمانه» است، وزارت امورخارجه روسیه این حمله را «عملی تروریستی جنایی» نامید. وزیر امور خارجه بریتانیا پس از این حمله گفت «برای ما واضح است که به تروریست‌ها نباید اجازه‌داده شود که در دستورکار قرارگیرند.» وزیر امورخارجه فرانسه نیز به‌همین ترتیب این حمله را محکوم کرد و گفت این حمله در زمان تلاش برای آتش‌بس صورت گرفته است.
حماس بدون بر عهده گرفتن مستقیم این حمله، آن را ستود و و حملهٔ مذکور را «پاسخی طبیعی به جنایات اشغالگران و کشتار مداوم غیرنظامیان در نوار غزه» خواند و گفت سازمان این حمله را «مبارک (نعمت) می‌داند.» در بیمارستان اصلی غزه و در مراسم‌جشنی به‌همین منظور شیرینی توزیع شد. خبر بمب‌گذاری از بلندگوهای مسجد غزه پخش‌گردید و صدای شلیک هوایی (تیراندازی از روی شادی) هنگام گزارش اخبار بمب‌گذاری به گوش می‌رسید. تلویزیون حماس نیز تصاویر مردمی را که این حمله را تحسین و ستایش می‌کردند را پخش‌نمود.